# 陈加元
陈加元（1953年6月—），男，浙江永康人，中华人民共和国政治人物，曾任浙江省人民政府副省长、党组副书记，浙江省政协副主席。